# Rotterdamsche Bank (Rotterdam)
De voormalige Rotterdamsche Bank aan de Coolsingel is een voormalig bankgebouw in Rotterdam dat gebouwd was voor de Rotterdamsche Bank. Sinds de verwoesting van het oude bankgebouw op de Boompjes bij het bombardement op 14 mei 1940 waren werkzaamheden begonnen om een geheel nieuw bankgebouw te creëren in het nieuwe hart van het heropbouwende Rotterdam: De Coolsingel. In 1941 werd begonnen met de bouw en, na enige vertraging, was het gebouw voltooid in 1949 – vier jaar na het einde van de Tweede Wereldoorlog. Het gebouw is sinds 19 februari 2010 een rijksmonument.

## Geschiedenis

### Het gebouw aan de Boompjes
Voor de oorlog stond het hoofdkantoor van de Rotterdamsche Bank aan de Boompjes 77. Dit was een monumentale, achttiende-eeuwse patriciërswoning (een woonhuis voor zeer welvarende, niet adellijke personen of regenten) waar het interieur in Lodewijk XIV-stijl was vormgegeven. In de negentiende eeuw was deze stijl grotendeels verdwenen.
In 1912 kreeg Rotterdams architect Jacobus Pieter Stok de opdracht om het gebouw in overeenstemming te brengen met nieuwe gebruikseisen. Er werd afgesproken dat de huidige voorgevel bleef staan en zoveel mogelijk zou worden teruggebracht in haar originele staat. Hetzelfde zou gebeuren met de grote zaal en de directeurskamer. Stok zou dit project uitvoeren samen met een andere Nederlandse architect, Karel Sluijterman.
Tijdens de restauratie werden achter het behangpapier een aantal wandschilderingen van Mattheus Terwesten gevonden. Deze werden tevens gerestaureerd. Verder bouwde Stok op het diepe, rechthoekige perceel een nieuwe centrale hal met loketten en glazen daken, die in een eigentijdse weergave van de Lodewijk XIV-stijl werd opgetrokken. Ook de achtergevel aan de Scheepmakershaven was geheel nieuw. De restauratie en uitbreiding van het bankgebouw werd zeer geprezen in de pers destijds.
Op 14 mei 1940 werd het gebouw en de directe omgeving, 28 jaar na de restauratie en uitbreiding, volledig verwoest tijdens het bombardement op de stad. Enkel de onverwoestbare kluis die aanwezig was in de bank bleef gespaard.

### Het gebouw aan de Coolsingel
Hoewel het hoofdgebouw destijds aan de Boompjes stond, was er ook een bijgebouw van de bank aan de vooroorlogse Coolsingel, ongeveer op de plek waar nu de hedendaagse Bijenkorf staat. De Rotterdamse vestiging van de Amsterdamsche Bank stond hier vlak naast. In 1939 werd het bijkantoor van het Rotterdamse filiaal verbouwd en van een nieuwe gevel voorzien. Dit werd gedaan door Hermann Friedrich Mertens, de vaste architect van de bank. Tijdens het bombardement van de stad werd dit gebouw grotendeels gespaard en al snel werden de bovenverdiepingen in gebruik genomen door het ASRO. De bank zelf gebruikte slechts de begane grond als noodoplossing.
Er was in de navolgende maanden dringend behoefte aan een nieuw hoofdgebouw in Rotterdam. Nadat stadsbouwmeester Willem Gerrit Witteveen toestemming had gegeven, werd gekozen om een nieuw hoofdkantoor te bouwen op de toekomstige, prominente plaats van de stad: De Coolsingel – specifiek op de plaats waar eerst het grotendeels verwoeste Coolsingelziekenhuis zich bevond.
Het ontwerp, eveneens van de hand van Mertens, wordt goedgekeurd en op 31 maart 1941 wordt begonnen met het slaan van de eerste negentien meter lange schokbetonnen paal. De datum was opzettelijk gekozen omdat deze dag was gedoopt tot "Dag van den Wederopbouw". Terwijl de paal de grond in wordt geslagen, houdt Karel Paul van der Mandele een toespraak. Mandele was van 1940 directievoorzitter van de bank en is daarna voorzitter van de Kamer van Koophandel geworden. Op deze dag zijn verder regeringscommissaris voor de wederopbouw Johan Ringers, stadsarchitect en eerste ontwerper van het wederopbouwplan Witteveen en bekende Rotterdammers als Daniël George van Beuningen en Albert Johan Marie Goudriaan aanwezig. Volgens De Telegraaf – destijds onder directe controle van de Duitse bezetters – wordt het nieuwe gebouw "een machtig nieuw bouwwerk, dat het eerste zal zijn, dat in het kader van den wederopbouw den nieuwen Coolsingel, die nog meer dan vroeger de hartader van Rotterdam zal worden, zal sieren.
Nadat de fundering en kelder in de maanden daarop worden gebouwd en afgemaakt, moet de bouw worden gestaakt vanwege de algehele bouwstop van 1 juli 1942 die de bezetter in gang zet. Architect Mertens weet via een truc de bouw nog wel door te zetten. Zijn argument voor het doorzetten van de bouw is dat het betonijzer dat boven de kelder uitsteekt, niet bestand is tegen weersinvloeden. Maandblad Robaver berichtte het volgende: "Er werd ontheffing aangevraagd, er verscheen een Duitsche vrouwelijke deskundige op het werk en dit Nazi-geval liet zich netjes om de tuin leiden. Met een groot gebaar gaf zij toestemming om het bestaande ijzer te betonneeren." Hierna wordt nog de gehele begane grondvloer gestort, maar op 11 mei 1943 wordt de bouw definitief gestopt; al het cement en ijzer is vanaf dat moment nodig voor de bouw van de Duitse kustverdedigingslinie, de Atlantikwall.
Hoewel de bouw verder nog twee jaar stil kwam te liggen, mede vanwege de Tweede Wereldoorlog en de Nederlandse bevrijding, werd het direct na de oorlog weer hervat. In augustus van 1947 arriveert de 35 ton wegende kluisdeur op een Amerikaanse legerwagen – hier vervoerde men in de oorlog tanks mee – om die in het nieuwe gebouw te plaatsen. Beeldhouwer Gerard Héman is dan al bezig met het maken van verschillende decoraties: een beeldengroep op het koperen dak en een voorstelling boven de hoofdingang. Vijf arbeiders waren bezig met het nauwkeurig voorhakken van het graniet dat afkomstig was uit Zweden. Het beeldhouwwerk stelt oorlog, dood en honger versus vrede, vruchtbaarheid en welvaart voor.
In de zomer van 1948 wordt het gebouw al grotendeels in gebruik genomen en op 6 januari 1949 is de officiële opening. De creatie van het bankgebouw kostte in totaal 14 miljoen gulden (omgerekend ongeveer 6,5 miljoen Euro); een fors bedrag al voor toentertijd.
Bij de jaarlijkse Opbouwdag in 1959 wordt er een kopie van het beeld Monsieur Jacques van beeldhouwer Oswald Wenckebach voor het gebouw geplaatst. Het beeld, gerealiseerd in klassiek realisme, representeert de typische gegoede burger van destijds die in Rotterdam woonde. De reden voor de plaatsing is dat het beeld veel indruk had gemaakt op de Wereldtentoonstelling van 1958 in Brussel.
In 1964 fuseerden de Amsterdamsche en Rotterdamsche Bank tot een nieuw bedrijf: de AMRO Bank. In de medio jaren zeventig wordt het bankgebouw aan de Coolsingel de hoofdvestiging van de nieuwe bank en wordt het gebouw van de voormalige Amsterdamsche Bank aan de Blaak overgedragen aan de Nederlandsche Middenstandsbank.
Als gevolg van de concentratie van al het personeel op één plek, was het gebouw al snel te klein geworden. Hierdoor werd er besloten om een uitbreiding te creëren aan de achterzijde van het originele gebouw. De architect A.J.B. van de Graaf ontwerpt in 1973 in samenwerking met Kraaijvanger Architecten een kantoortoren van elf lagen op een lage onderbouw. Die laagbouw van twee niveaus met en bedrijfsrestaurant was gemaakt ter voortzetting van de Lijnbaan. De toren werd voorzien van bruin, zon absorberend glas en een digitale klok. Na twee jaar was de uitbreiding af in 1978. Ten tijde van deze uitbreiding werd het bankgebouw zelve intern gerenoveerd en het exterieur voorzien van nieuwe kozijnen.
In 1990 kwam er wederom een fusie, ditmaal tussen de AMRO Bank en de Algemene Bank Nederland. Hieruit ontstond de ABN AMRO bank. Na de fusie bleef de ABN AMRO het kantoor gebruiken.
In 2007 zijn er plannen gemaakt voor een groot winkelcentrum in en achter het bankgebouw. Dit winkelcentrum krijgt de naam Forum en om de realisatie mogelijk te maken, is besloten de oude kantooruitbreiding achter gesloopt. Het ontwerp van ontwerper OMA moet gaan bestaan uit een grote, gele kubus van 80 bij 80 bij 80 meter en in totaal 100.000 m² oppervlakte beslaan met winkels, woningen, kantoren, horeca en het Museum Rotterdam. De Lijnbaan, het Binnenwegplein en de Koopgoot zouden hiermee zowel onder- als bovengronds met elkaar worden verbonden.
Nadat de bank verhuisde naar een andere locatie iets verder op de boulevard (de Coolsingel 93, op de hoek van de Aert van Nesstraat), kwam het gebouw leeg te staan in laat 2013 of begin 2014. De leegstand duurde niet lang want in mei 2014 is boekhandel Donner tijdelijk in het voormalige bankgebouw getrokken. Op 5 november 2015 is bekend geworden dat Donner zich definitief vestigt in het gebouw.
In november van 2015 meldde de sites Metro en NU.nl dat de verbouwing van het gebouw waarschijnlijk in 2016 van start zou gaan en in 2018 afgerond zou zijn.

Na een aantal jaren van vertraging is in augustus 2017 gestart met het Forum project in afgeslankte vorm: Het bankgebouw wordt in de komende jaren gerestaureerd door Wessel de Jonge Architecten en daarna verhuurd aan zowel Donner als de ABN AMRO, die weer terugkeert in in het gebouw: Donner aan de rechterhelft met 3.900 m² en de ABN AMRO aan de linkerhelft met 900 m² bankkantoor en 4.700 m² kantoorruimte. Aan het Binnenwegplein komt een eigen entree en een vloeroppervlak van 880 m² op de begane grond. Aan de Coolsingel bij de huidige hoofdingang krijgt de winkel een gedeelde entree met de bank. Vervolgens komt er een kleine tussenvloer op de 1e verdieping van ongeveer 200 m² en op de tweede verdieping zal over de gehele lengte en de zijvleugels van het monument 2.000 m² beschikbaar komen. Aansluitend aan de achterzijde van het pand komt een glazen overkapping, waardoor een atrium ontstaat van nog eens 700 m². Vanuit dat atrium zal het raam van Copier zichtbaar zijn. Verder komen de entrees voor kantoren en woningen uit de nieuwbouw erachter in het monumentale pand. De hoogbouw wordt gestript en verbouwd tot woningen door OMA. Het plan voor de creatie van een kubus gaat niet door omdat de financiering niet rond kwam en ook de originele sloop van Jungerhans gebouw uit 1952, ontworpen door architectenbureau Kraaijvanger en gelegen op de hoek van de Coolsingel en het Binnenwegplein, is van de baan. Het zal in plaats daarvan worden gerestaureerd en deels herbouwd worden naar het oorspronkelijke beeld. De glazen paviljoens voor het gebouw zijn inmiddels ook vervangen.
In de zomer van 2018 werd Monsieur Jacques, die voor het oude bankgebouw was gestationeerd, weggehaald. Dit werd gedaan vanwege de herindeling van de  gehele Coolsingel en restauratie van het gebouw zelve. In januari 2021 werd het beeld teruggeplaatst.

## Vormgeving en interieur

### Exterieur en beelden

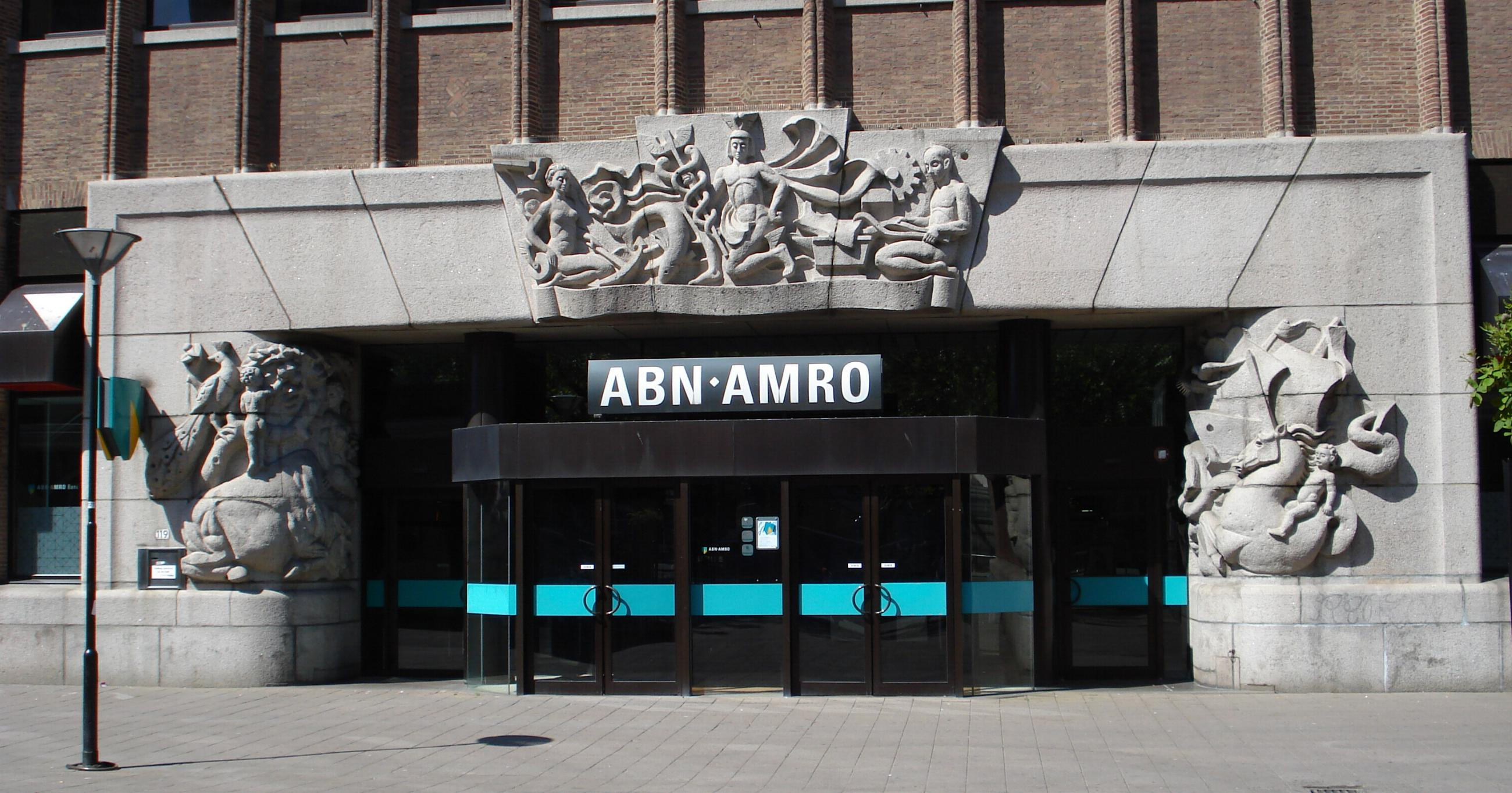
De gevelstenen voor de ingang van de toen nog aanwezige ABN AMRO bank, 2009.

Het gebouw verschilt van veel andere gebouwen in de naoorlogse Coolsingel. Het gebouw heeft een gevel van rode baksteen en is voorzien van verticale raampartijen, een verwijzing naar de traditionalistische ramen van het verleden. De afgeronde hoeken zijn voorzien van vensterpartijen, klassieke zuilen en sierend beeldhouwwerk. Het dak is een licht hellend zadeldak en is bekleed met koper, wat het een opvallende, groene kleur geeft. Boven de hoofdingang is een voorstelling aangebracht van Mercurius, de Romeinse god van de handel. De overige symbolen stellen de landbouw, handel, visserij, handel en scheepvaart voor: De belangrijkste sectoren van zowel het Rotterdam van voor als na de oorlog. Verder zijn er niet minder dan 35 stenen platen met gestileerde vissen en vogels aangebracht onder de daklijst. "Men kan dus niet zeggen, dat er aan versiering van de gevel geen aandacht is besteed!", aldus het Vrije Volk van 2 september 1947. Ten slotte bevat het gebouw een herinnering aan het vooroorlogse Rotterdam in de ramen van de hal van glazenier Andries Copier. Deze ramen bevatten taferelen die zijn geïnspireerd op een gedicht van Jan Prins, waarin hij de sfeer van de oude stad met zijn specifieke geuren benoemd.
Kenmerkend voor het gebouw is dat de raampartijen aan weerszijden worden bedekt met twee gebeeldhouwde wapenschilden in sluitsteen; in de gebogen linker gevelhoek is het wapen van Rotterdam te zien met erboven een triton en zeemeermin en in de rechter gevelhoek is het wapen van Amsterdam afgebeeld, gedragen door een faun en nimf. Hier is voor gekozen als eerbetoon aan de roots van beide oude banken.
Wat dit gebouw bijzonder maakt, is dat het nog volgens de ideeën van Witteveen de oude rooilijn van de Coolsingel volgt, die schuin afboog naar de Schiedamse Vest. Ten opzichte van Witteveen is de Coolsingel in het Basisplan van Cornelis van Traa verlegd in een rechte lijn richting de Leuvehaven. Om de ongebruikelijk brede stoep voor de bank een beter aanzien te geven, worden er in 1957 vier glazen paviljoenwinkels gebouwd. Hiervoor stonden er nog een rijtje noodwinkels.
In februari 1979 wordt het kunstwerk "De Welvaart" van Pieter Starreveld verplaatst van het gebouw van de Incasso Bank op de Blaak naar de Coolsingel. Sindsdien wordt het kunstwerk in de volksmond het 'Nakie van Blakie' genoemd.

### Interieur
Het gebouw is langwerpig en vrijwel symmetrisch met afgeronde hoeken. Op de begane grond is het hele grondvlak benut, erboven bestaat de verdieping uit een U-vorm. De hoofdingang is gelegen aan de Coolsingel, aan de Binnenweg was een aparte personeelsingang en aan de Van Oldenbarneveltstraat was een extra ingang voor de hogere verdiepingen, die destijds apart werden verhuurd. Er waren ook enkele winkels gevestigd in de plint. Achter de hoofdingang lag een ovale entreehal, links een kashal en rechts de effectenhal en kas voor de particulieren. Ook bevatte de begane grond een dubbelhoge hal waar "500 tot 550 beambten aan hun bureaux hun werk verrichten". Op de drie verdiepingen was kantoorruimte en boven de hoofdentree lag de vergaderzaal. De directie had een achthoekige ruimte in de afgeronde zuidoosthoek van het gebouw. In het pand bevindt zich een klein glasmozaïek ter herinnering aan het originele pand van de bank bij de Boompjes die verloren was gegaan in 1940.
Voor de renovatie van 1976 bevatte de begane grond een rijke, met natuursteen afgewerkte ovale publieks- en effectenhal, gescheiden door loketten van een grote personeelsruimte in de overkapte binnenplaats. De zeven opvallende lichtkappen van de voormalige hal zijn wel bewaard gebleven. Ook is de hoofdopzet, met hoofd- en secundaire trappenhuizen, nog aanwezig ondanks de renovatie die tussen 1976 en 1978 plaatsvond.

## Reacties
Hoewel Van de Mandele dacht dat het gebouw "een voorbeeld zal zijn van de aesthetische verzorging van het nieuwe Rotterdam" zou worden in zijn toespraak bij het slaan van de eerste paal is, was het enthousiasme niet onverdeeld toen het gebouw eenmaal gereed was. Dit kwam vooral door de keuze van de bouw en de materialen: De nogal sombere bakstenen kolos heeft, net als meerdere andere bankgebouwen die in die tijd gebouwd zijn, weinig weg van het wederopbouw optimisme die het zou moeten uitstralen. Rein Blijstra, destijds schrijver voor Het Vrije Volk, is een van de mensen die uitgesproken kritisch is over het bankgebouw. Op 11 december 1952 schreef hij: "Het is een onvergeeflijke fout geweest van de ontwerper van het eerste stadsplan om een bankgebouw toe te laten op een plaats, waar het in staat is de Coolsingel 's avonds tot een levenloze straat te maken. Het stadhuis en het postkantoor waren reeds ruim voldoende, de ingang van de Beurs en het gebouw Erasmus konden er nog maar net bij, de Rotterdamse Bank niet meer. Hoe levendig de Coolsingel in de toekomst moge worden, dit gebouw zal een lelijke, donkere plek blijven in het avondlijke stadsbeeld en zelfs overdag belet het een vlotte overgang van het winkelend publiek naar de Binnenweg en omgekeerd."
Ook een anonieme verslaggever van De Tijd had op 18 april 1953 een vernietigend oordeel klaarliggen: "Men is wat te haastig geweest met het verschaffen van de vrije hand aan de banken. Die hebben een enorme voorkeur gehad juist voor de Coolsingel. Het gebouw van de Rotterdamsche Bank staat er al. Zo massief gesloten en kolossaal als een stuk van de Atlantic-wal. Het is zo indrukwekkend en dicht, alsof het een grote kluis is, volgepropt met goud. En dat morsdode bouwsel aan de riante boulevard die de Coolsingel toch zou moeten zijn! Nog een paar van die soliditeiten en de Coolsingel zal zo dor worden als Fort Knox in Amerika, waar al het goud van de wereld ligt opgehoopt."
Op 18 juli 1967 verscheen in Het Vrije Volk opnieuw kritiek, ditmaal van Jan Meijer in de column Spreeuwenpraat: "Waar is de gezelligheid van de boulevard? De Coolsingel is al vermoord toen men het baksteen van de Rotterdamse Bank ging optasten. En dat baksteen bekroonde met een koperen dak. Hoe de stedebouwers van toen dat goedgevonden hebben!"

Fotogalerij
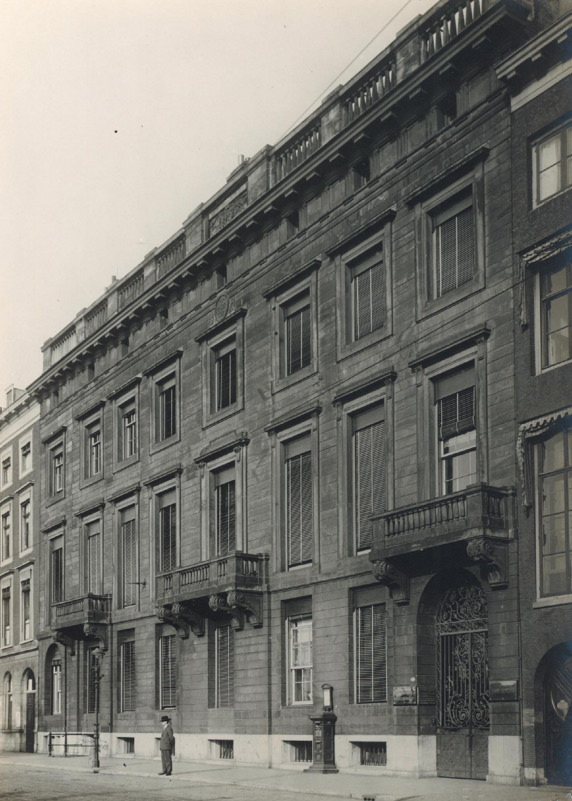
De originele Rotterdamsche Bank aan de Boompjes, 1903 - 1907.
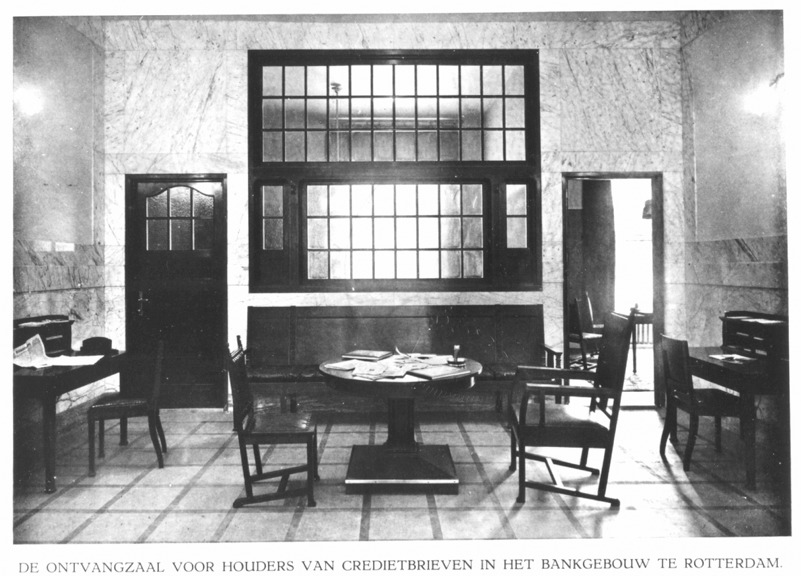
De ontvangstzaal van de originele Rotterdamsche Bank aan de Boompjes, 1913 - 1917.
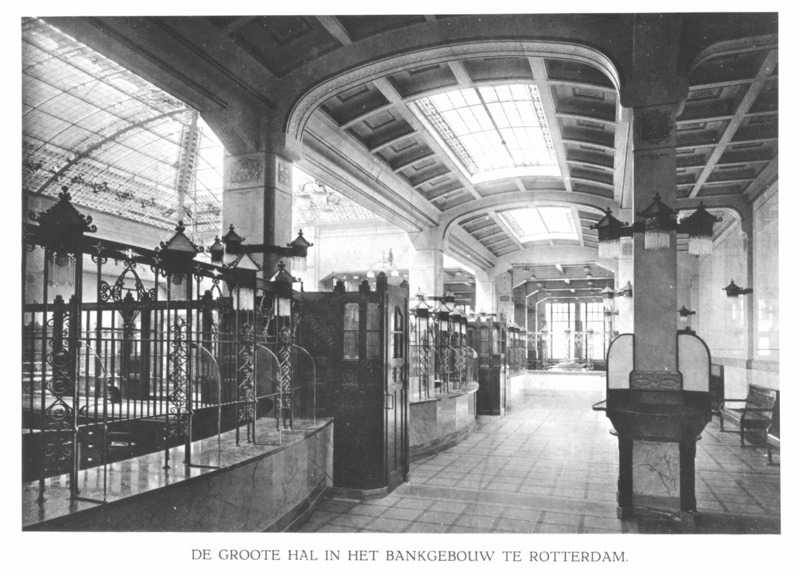
De hal van de originele Rotterdamsche Bank aan de Boompjes, 1913 - 1917.
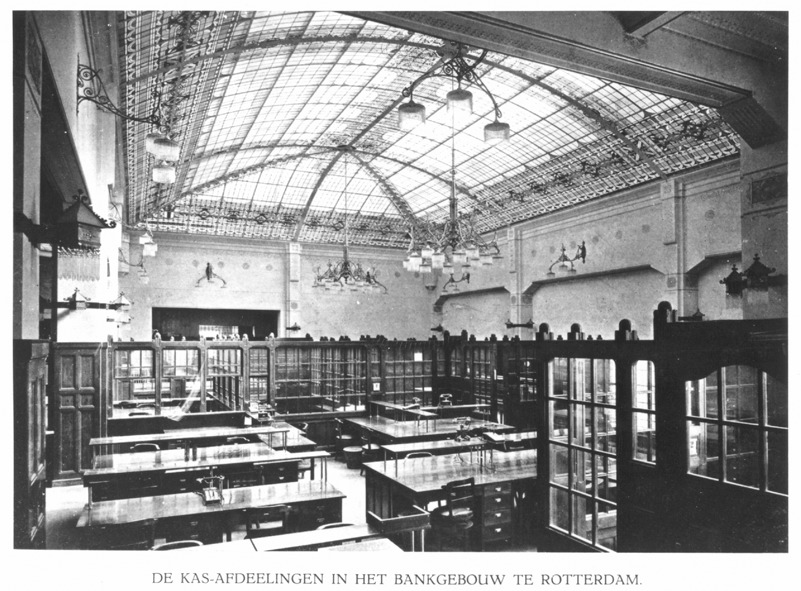
De kasafdelingen van de originele Rotterdamsche Bank aan de Boompjes, 1913 - 1917.
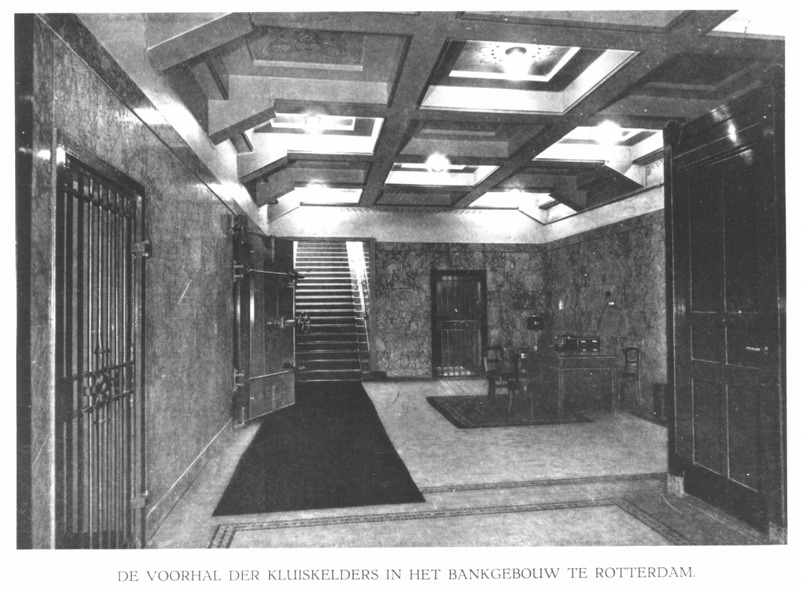
De voorhal van de kluiskelders van de originele Rotterdamsche Bank aan de Boompjes, 1913 - 1917.
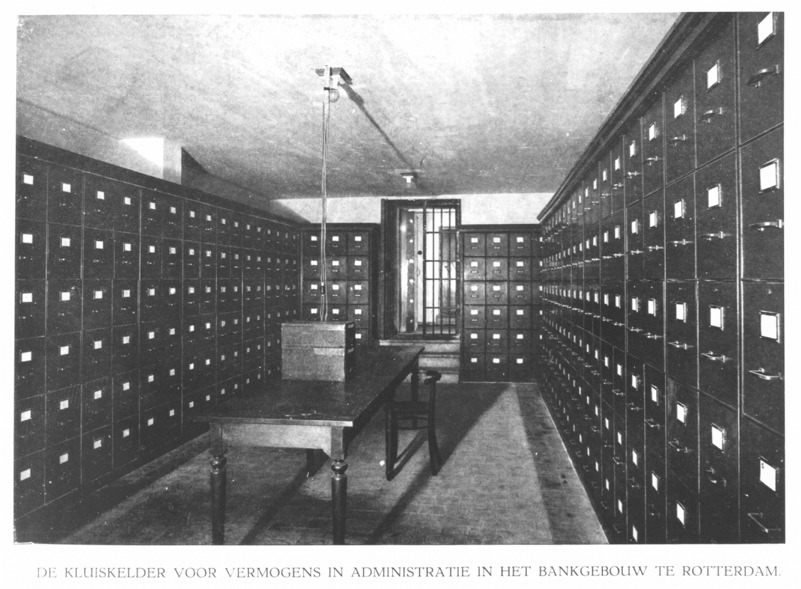
De kluiskelders van de originele Rotterdamsche Bank aan de Boompjes, 1913 - 1917.
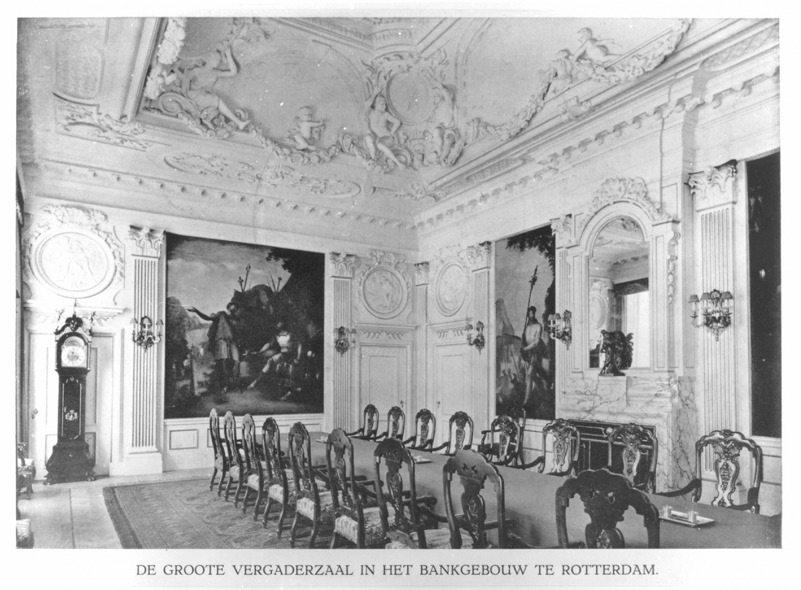
De grote vergaderzaal van de originele Rotterdamsche Bank aan de Boompjes, 1913 - 1917.
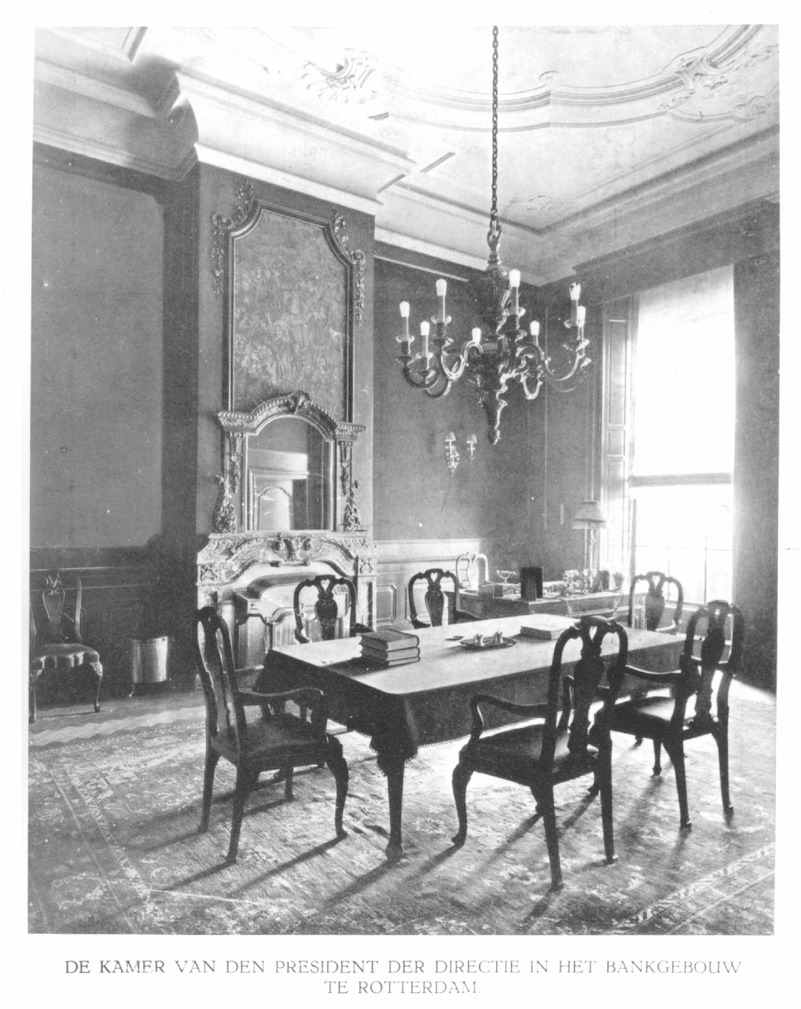
De kamer van de president van de directie van de originele Rotterdamsche Bank aan de Boompjes, 1913 - 1917.
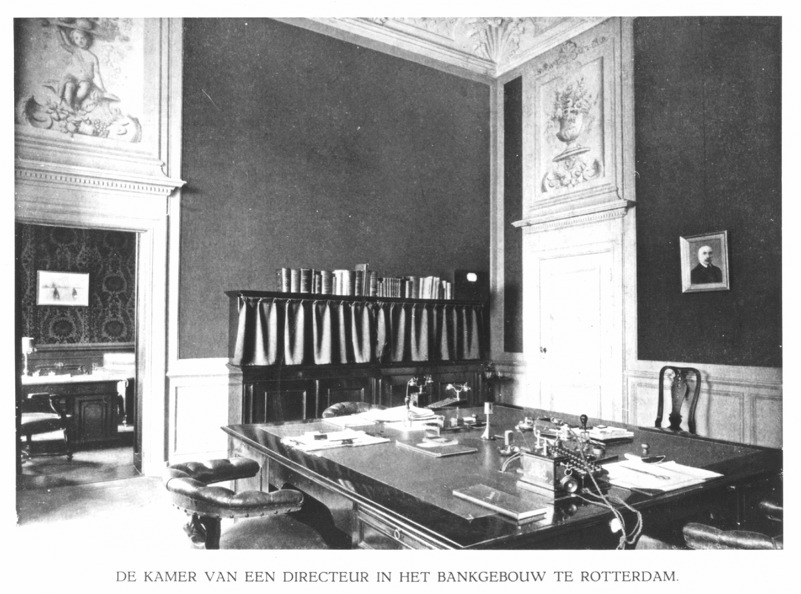
De kamer van een directeur van de originele Rotterdamsche Bank aan de Boompjes, 1913 - 1917.
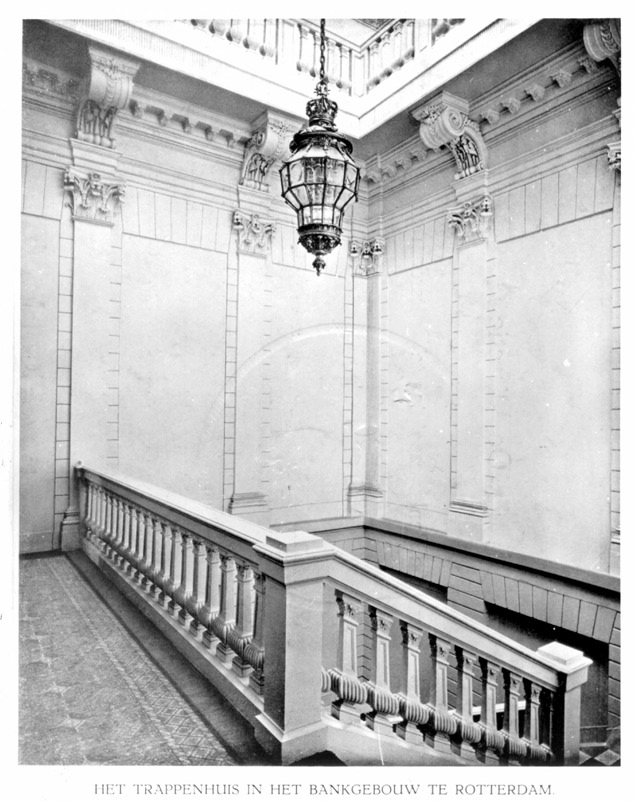
Het trappenhuis van de originele Rotterdamsche Bank aan de Boompjes, 1913 - 1917.
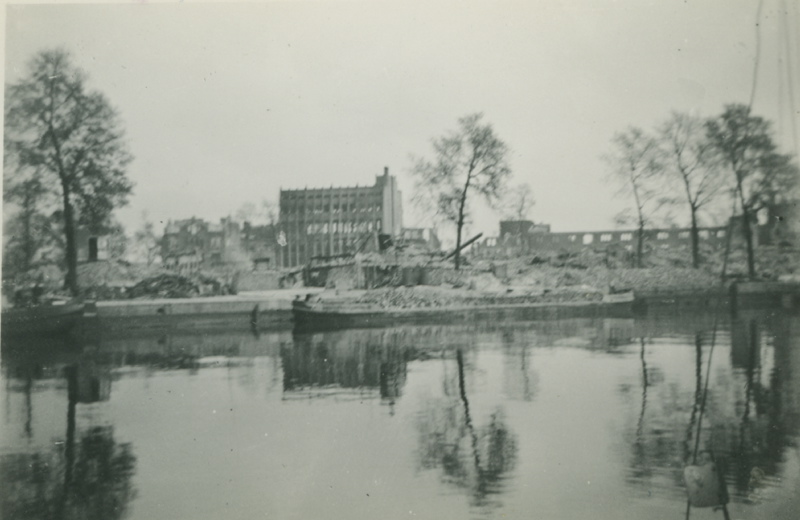
Het karkas van de originele originele Rotterdamsche Bank aan de Boompjes vanaf de Wijnhaven, 1940.
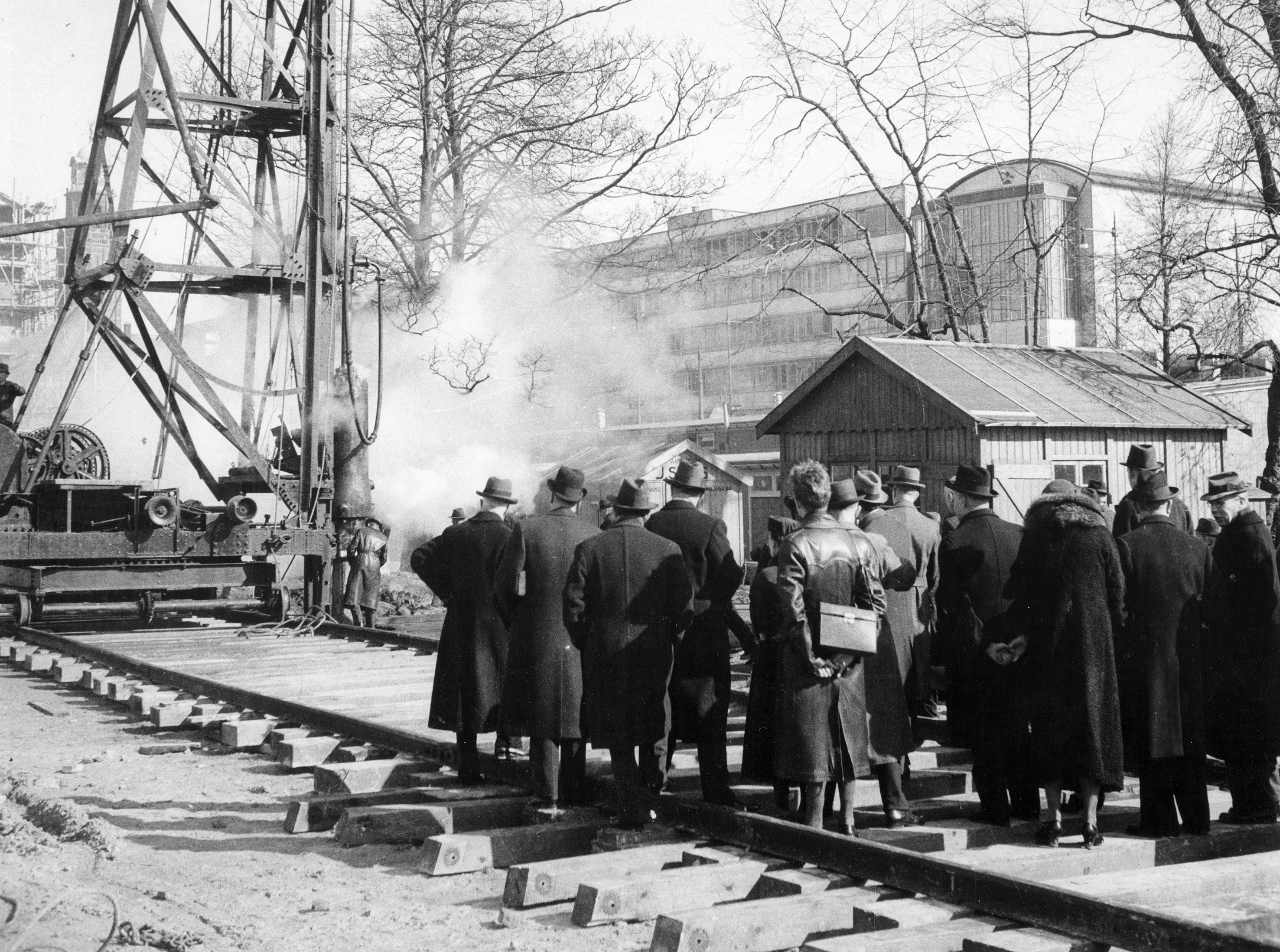
Werkzaamheden beginnen voor de bouw van de nieuwe Rotterdamsche Bank aan de Coolsingel, 1941.
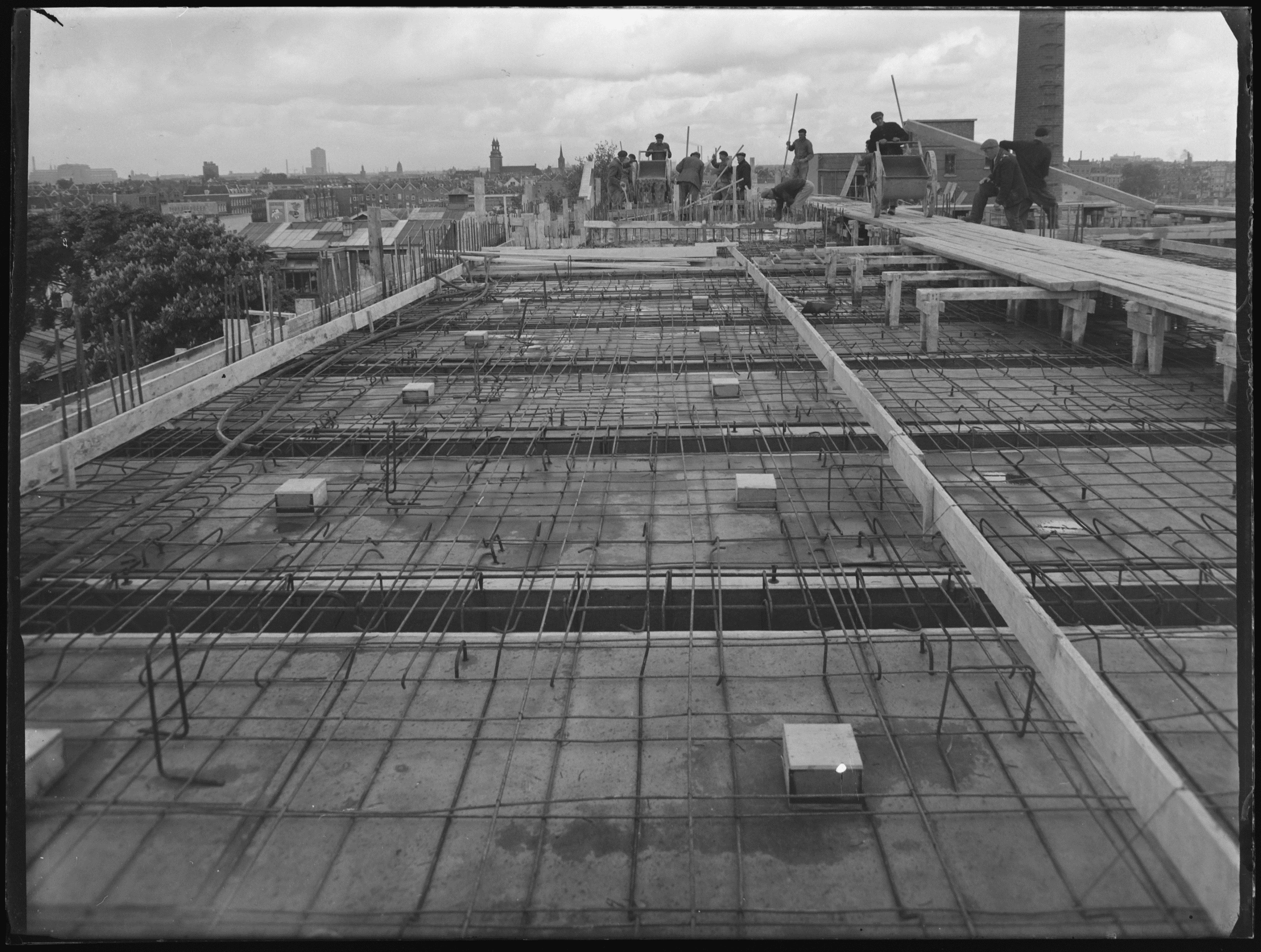
De werkzaamheden vorderen aan de nieuwe Rotterdamsche Bank aan de Coolsingel, 1946.
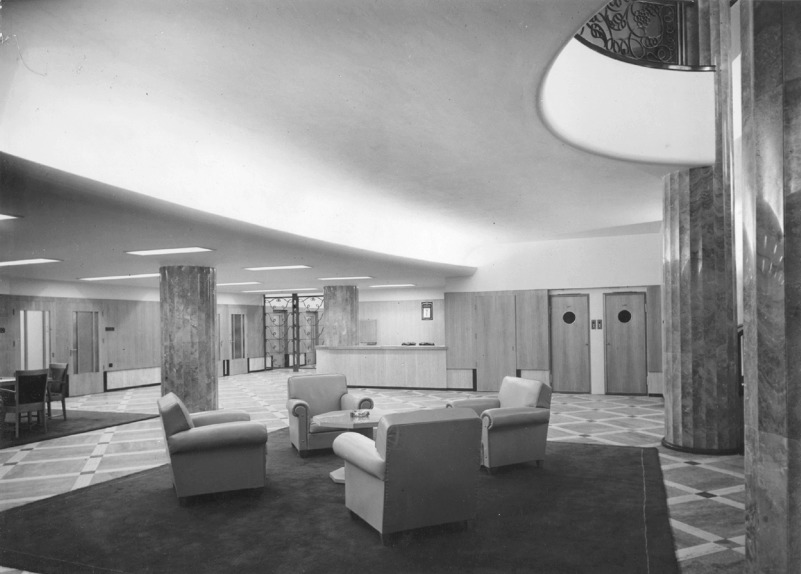
De zitruimte van de Rotterdamsche Bank aan de Coolsingel, 1948 - 1952.
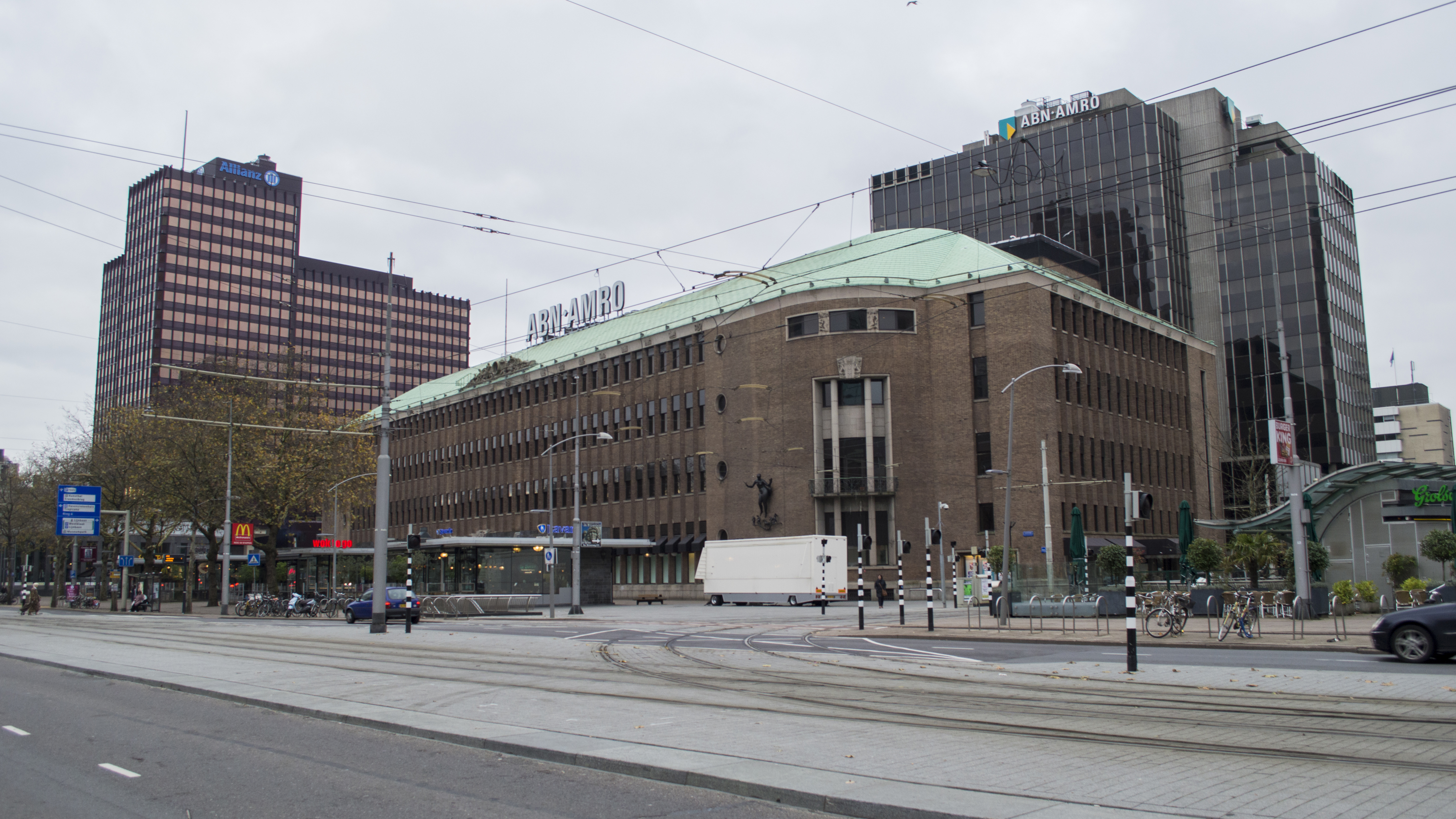
Het gebouw in 2013 met de uitbreiding uit de jaren 70 aan achterzijde.